# Jethsura pyriformis
Jethsura pyriformis är en stekelart som först beskrevs av Léon Abel Provancher 1875.  Jethsura pyriformis ingår i släktet Jethsura och familjen brokparasitsteklar. Inga underarter finns listade i Catalogue of Life.